# جيمس هاريس (كاتب عدل)
جيمس هاريس (بالإنجليزية: J. W. Harris)‏ هو كاتب عدل ‏ بريطاني، ولد في 1940، وتوفي في 2004.